# Angitia melamera
Angitia melamera är en fjärilsart som beskrevs av George Francis Hampson 1910. Angitia melamera ingår i släktet Angitia och familjen nattflyn. Inga underarter finns listade i Catalogue of Life.